# Antonio Putzolu
Antonio Putzolu (Seneghe, 2 novembre 1894 – Roma, 15 ottobre 1969) è stato un politico e avvocato italiano.

## Biografia
Di professione avvocato, fu deputato della Camera del Regno d'Italia in quattro legislature (XXVII, XXVIII, XXIX, XXX).
Dal 5 marzo 1940 al 25 luglio 1943 fu sottosegretario al Ministero di grazia e giustizia del Governo Mussolini.